# Organización Europea de Enfermedades Raras
La Organización Europea de Enfermedades Raras (EURORDIS) es una alianza no gubernamental impulsada por pacientes de organizaciones de pacientes e individuos activos en el campo de las enfermedades raras, que promueve la investigación sobre enfermedades raras y el desarrollo comercial de medicamentos huérfanos . EURORDIS se dedica a mejorar la calidad de vida de todas las personas que viven con enfermedades raras en Europa. Fue fundado en 1997; cuenta con el apoyo de sus miembros y de la Asociación Francesa de Distrofia Muscular (AFM), la Comisión Europea, fundaciones corporativas y la industria de la salud.
Se estima que hay entre 20 y 30 millones de personas que viven con enfermedades raras solo en Europa, y unas 6000 enfermedades raras. EURORDIS representa a más de 960 organizaciones de enfermedades raras en 63 países diferentes (de los cuales 26 son Estados miembros de la UE), que cubren más de 2000 enfermedades raras.
EURORDIS es un desarrollo del movimiento de autodefensa de los pacientes, ampliamente atribuido al activismo contra el SIDA.
EURORDIS fue el socio fundador del Día de las Enfermedades Raras en 2008 y sigue siendo su coordinador principal.
Las organizaciones nacionales con un enfoque similar incluyen la Organización Nacional de Enfermedades Raras (NORD) en los Estados Unidos , la Organización Canadiense de Enfermedades Raras (CORD) en Canadá, la Organización de Enfermedades Raras de la India (ORDI) en la India , Allianz Chronischer Seltener Erkrankungen ( ACHSE) en Alemania, y Federación Española de Enfermedades Raras (FEDER) en España.